# 郭之祥
郭之祥（？—17世紀），號宇山（字山），江西吉安府吉水縣人，明朝、南明政治人物。

## 生平
郭之祥是天啟四年（1624年）舉人，到崇禎元年（1628年）中進士，獲授福建崇安縣知縣，遷翰林院檢討、東宮侍講，上疏請求讓進士二甲以下出任推官和知縣。
隆武帝即位，同時召用他和周廷鑨、王文企、徐開禧、姚宗衡、嚴似祖、何九雲、張之奇、孟應春，他累陞少詹事、侍讀學士；福京失陷後隱居，憤恨而死。